# Raorchestes kadalarensis
Espèce
Raorchestes kadalarensis est une espèce d'amphibiens de la famille des Rhacophoridae.

## Systématique
L'espèce Raorchestes kadalarensis a été décrite en 2011 par Anil Zachariah (d), K. P. Dinesh (d), E. Kunhikrishnan (d), Sandeep Das (d), David V. Raju (d), Chandrasekharamenon Radhakrishnan (d), Muhamed Jafer Palot (d) et S. Kalesh (d).

## Répartition
Cette espèce est endémique du Kerala en Inde. Elle se rencontre à environ 1 393 m d'altitude dans le district d'Idukki dans les Ghats occidentaux.

## Description
L'holotype de Raorchestes kadalarensis mesure 17,3 mm. Son dos est gris brun avec une marque en forme de sablier au niveau de la tête. Ses flancs sont crème avec une tache brune dans la région postérieure des avant-bras. Sa face ventrale est brun clair avec des taches brunes irrégulières.

## Étymologie
Son nom d'espèce, composé de kadalar et du suffixe latin -ensis, « qui vit dans, qui habite », lui a été donné en référence au lieu de sa découverte, la plantation de thé de Kadalar, dans le district d'Idukki.

## Publication originale
- Zachariah, Dinesh, Kunhikrishnan, Das, Raju, Radhakrishnan, Palot &, Kalesh, 2011 : « Nine new species of frogs of the genus Raorchestes (Amphibia: Anura: Rhacophoridae) from southern Western Ghats, India ». Biosystematica, vol. 5, p. 25-48 (lire en ligne).